# 平埜生成
平埜 生成（ひらの きなり、1993年〈平成5年〉2月17日 - ）は、日本の俳優である。アルファエージェンシー所属。

## 略歴
芸能界に入りたいと思い自ら応募する。劇団プレステージの前身、「Prestage Project Unit」に16歳から参加。2007年、 日本テレビのドラマ『セクシーボイスアンドロボ』で俳優デビュー。2017年5月8日に劇団プレステージを退団。2020年1月31日、所属していたアミューズとの契約終了をブログで報告した。2020年7月17日、株式会社アルファエージェンシーに所属したことをブログで報告した。

## 人物
- 特技はピアノ。趣味はギター、サックス、ダンス、ハンドボール。
- 愛称はきなり、後輩からはきな兄。
- 好きな食べ物はシチュー、ぷっちょ、じゃがりこ。嫌いな食べ物はガリ。
- 好きな物は漫画(特にあだち充作品) [6] 、こびとづかん、ジブリ、デジモンアドベンチャー
- 好きな歌手は、THE BLUE HEARTS
- 名前の由来は母親の好きな色が生成色であったことから。
- 中学時代は吹奏楽部に所属し、バリトン・テナーサックスを演奏。高校時代はハンドボール部に所属。
- ブログタイトル「稲穂だより」は「実るほど頭を垂れる稲穂かな」が由来である。
- モノノフ（ももいろクローバーZのファン）を自称しており、ライブやイベントにはグッズを装備して参戦している。好きな理由として「（メンバーが）日々成長して変化していく様子に、自分の置き去りにしてきてしまった青春のようなものを重ねてしまって……人生を教わっている。自分の生き方や考え方が改めさせられますね」と述べている[7]。

## 出演

### テレビドラマ
- セクシーボイスアンドロボ（2007年、日本テレビ）
- 夜のせんせい 第4話・第5話（2014年2月7日・14日、TBS） - 広瀬 役
- ディア・シスター 第3話（2014年10月30日、フジテレビ） - 祐太 役
- ごめんね青春! 第5話・第6話（2014年11月9日・16日、TBS） - 常盤伸吾 役
- 銀の劇プレ 第1回・5回・10回・11回（2014年10月18日- 12月20日、tvk）
- オトナ女子（2015年10月15日 - 12月17日、フジテレビ） - 坂田昴 役 ※初レギュラー
- 重版出来! 第5話（2016年5月10日、TBS） - 久慈勝社長（青年期） 役
- 鼠、江戸を疾る2 第5話（2016年5月12日、NHK） - 清吉 役
- 死幣-DEATH CASH- 第2話・第6話・第8話・第9話（2016年7月20日、8月18日、9月1日・8日、TBS） - 田畑忍 役
- バウンサー（2017年4月14日 - 6月23日、BSスカパー!） - 獅子戸丈一郎 役（ユナクとのW主演）[8]
- 神様からひと言 ～なにわ お客様相談室物語～ 第1話（放送中止、NHK）
- おんな城主 直虎 第39話 - 第46話（2017年10月1日 - 11月19日、NHK） - 徳川信康 役
- BG〜身辺警護人〜 第3話（2018年2月1日、テレビ朝日） - 野々村翔一 役
- 正義のセ（2018年4月11日 - 6月13日、日本テレビ） - 木村秀樹 役
- 激レアさんを連れてきた。 ドラマシアター激アツ!! ヤンキーサッカー部（2018年9月21日・28日、テレビ朝日） - ホソ 役
- 今日から俺は!! 第5話（2018年11月11日、日本テレビ） - ユタカ 役
- レ・ミゼラブル 終わりなき旅路（2019年1月6日、フジテレビ）
- ドローンドラマ 「女川 いのちの坂道」（2019年3月9日、NHK BSプレミアム） - 佐藤翔太 役
- 月曜名作劇場 今野敏サスペンス 隠蔽捜査〜去就〜（2019年3月11日、TBS） - 下松洋平 役
- 家政夫のミタゾノ 第3シリーズ 第6話（2019年5月24日、テレビ朝日） - 岸田和也 役
- 悪党〜加害者追跡調査〜 第4話（2019年6月2日、WOWOW） - 久保田篤史 役
- 悪の波動 殺人分析班スピンオフ （2019年10月6日 - 11月3日、WOWOW） - 浅田剛志 役
- まだ結婚できない男 第9話（2019年12月3日、カンテレ・フジテレビ系） - 田村圭一 役
- 親バカ青春白書 第1話 - 第3話（2020年8月2日 - 8月16日、日本テレビ） - 深井 役
- ひみつ×戦士 ファントミラージュ! 第55話（2020年4月26日、テレビ東京） - 早乙女誠 役
- 相棒 Season19 第11話（2021年1月1日、テレビ朝日） - 柚木竜一 役
- 直ちゃんは小学三年生 第2話 - 第4話（2021年1月16日 - 1月30日、テレビ東京） - タケモン 役
- 大豆田とわ子と三人の元夫（2021年4月13日 - 6月15日、カンテレ・フジテレビ系） - 城久間悠介 役
- 連続テレビ小説（NHK）
  - カムカムエヴリバディ 第75話 - 最終話（2022年2月16日 - 4月8日） - 榊原誠 役[9]
  - 虎に翼 第52話 - 第128話（2024年6月11日 - 9月25日） - 汐見圭 役[10]
- インビジブル（2022年4月15日 - 6月17日、TBS） - 安野慎吾 役[11]
- 夜ドラ あなたのブツが、ここに （2022年9月14日 - 9月29日、NHK） - 菅原祐二 役
- 異世界居酒屋「のぶ」Season3 〜皇帝とオイリアの王女編〜（2023年1月13日 - 3月17日、WOWOW） - フーゴ 役[12]
- NHKスペシャル 南海トラフ巨大地震（2023年3月4日、NHK総合） - 鷲尾創平 役
- グレースの履歴（2023年3月19日 - 5月7日、NHK BS4K・BSプレミアム） - 杉本哲太郎 役[13]
- 日本統一 関東編（2023年4月14日 - 6月16日、日本テレビ） - 露木朝雄 役[14]
- 特捜9 Season6 第4話（2023年4月26日、テレビ朝日） - 上原弦太 役
- 鬼平犯科帳 SEASON1 本所・桜屋敷（2024年1月8日、時代劇専門チャンネル） - 文六 役[15]
- おいち不思議がたり第5話・6話（2024年9月29日・10月6日、NHK BS・NHK BSプレミアム4K） - 庄助 役
- ゴールドサンセット（2025年2月23日 - 3月30日、WOWOW）[16]
- イグナイト -法の無法者- 第10話（2025年6月20日、TBS） - 整備士・堀切 役[17]

### 映画
- 東京タワー 〜オカンとボクと、時々、オトン〜（2007年）
- work shop（2013年）
- 人狼ゲーム（2013年） - 下林勇平 役
- 劇場版 東京伝説 恐怖の人間地獄（2014年） - 田辺 役
- ジョジョの奇妙な冒険 ダイヤモンドは砕けない 第一章（2017年） - 平田 役
- 亜人（2017年） - ゲン 役
- 斉木楠雄のΨ難（2017年） - 不良のボスB 役
- 劇場版 コード・ブルー -ドクターヘリ緊急救命-（2018年） - 杉原剛志 役
- 空母いぶき（2019年） - 柿沼正人 役[18]
- 影裏（2020年） - 清人 役
- 新解釈・三國志（2020年） - バイトの男A 役
- 蟲（2025年公開予定） - 主演[19]

#### 短編映画
- 出発×泡と羊（2015年4月1日WEB公開） - 主演・安田 役（戸塚純貴、足立理とトリプル主演）

### 舞台
- 『BLACK&WHITE 悪魔のテンシ天使のアクマ』（2010年8月28日 - 9月5日、サンシャイン劇場、アミューズ）
- 『ミュージカル・テニスの王子様2ndシーズン』（2011年1月5日 - 2012年5月13日） - 神尾アキラ 役
- 『ロミオ＆ジュリエット』（2012年4月29日 - 6月10日、赤坂ACTシアター 他） - グレゴリー 役
- 『JEWELERY HOTEL』（2012年7月13日 - 22日、紀伊國屋ホール、アミューズ） - 山根、Mr.サーモンピンク 役
- 『SAMURAI挽歌 II』（2012年11月30日 - 12月13日、紀伊國屋ホール 他） - 孫一 役
- 『FROGS』（2013年5月17日 - 26日、シアターグリーン BIG TREE THEATER、アミューズ）
- 『FROGS』（再演）（2013年7月18日 - 27日、AiiA Theater Tokyo、アミューズ） - フクロウ、カケル（Special公演） 役
- 『双牙〜ソウガ〜零』（2013年11月13日 - 17日、シアター1010） - 九条ナリアキ 役
- 『見上げればあの日と同じ空（再演）』（2014年5月21日 - 31日、本多劇場 他、アミューズ） - 成瀬勇 役
- ニナガワ×シェイクスピア レジェンド第1段『ロミオとジュリエット』 (2014年8月7日 - 24日、さいたま芸術劇場） - ティボルト 役
- 『ア・フュー・グッドメン』（2015年6月19日 - 28日、天王洲 銀河劇場） - ハロルド・W・ドーソン上等兵 役
- 『オーファンズ』（2016年2月10日 - 28日、東京芸術劇場 シアターウエスト / 新神戸オリエンタル劇場） - フィリップ 役
- 『DISGRACED／ディスグレイスト -恥辱-』（2016年9月10日 - 10月2日、世田谷パブリックシアター、他 名古屋 / 兵庫公演） - エイブ 役[20]
- 『私はだれでしょう』こまつ座第116回公演（2017年3月、紀伊國屋サザンシアター） - 山田太郎？ 役[21]
  - 『私はだれでしょう』こまつ座第134回公演（2020年10月9日-22日、紀伊國屋サザンシアター）
- 『誰もいない国』（2018年11月、新国立劇場）
- 『日の浦姫物語』こまつ座第129回公演（2019年9月、紀伊國屋サザンシアターTAKASHIMAYA）
- KAAT神奈川芸術劇場プロデュース『常陸坊海尊』（2019年12月、KAAT神奈川芸術劇場）
- KAAT神奈川芸術劇場プロデュース『アーリントン』（2020年4月、KAAT神奈川芸術劇場大スタジオ）※2021年1月に延期
- DISCOVER WORLD THEATRE vol.11『ウェンディ&ピーターパン』（2021年8月13日 - 9月5日、Bunkamura オーチャードホール） - ジョン 役[22]
- パルコ・プロデュース2022『VAMP SHOW ヴァンプショウ』（2022年8月8日 - 28日、PARCO劇場 ほか） - 坂東正勝 役[23][24]
- オフィスコットーネプロデュース『兵卒タナカ』（2024年2月3日 - 14日、吉祥寺シアター）[25]
- 『銀行強盗にあって妻が縮んでしまった事件』（2024年4月1日 - 14日、日本青年館ホール / 4月20日・21日、COOL JAPAN PARK OSAKA WWホール / 4月26日 - 28日、御園座） - 強盗 役[26]
- タカハ劇団 第20回公演『他者の国』（2025年2月20日 - 23日、本多劇場）[27]
- 朗読劇『たもつん』（2025年5月14日・15日・17日・18日〈予定〉、IMM THEATER） - ユーキチ（5月15日・17日公演） / しゅうまい（5月14日・18日公演）  役[28][29]

### ラジオドラマ
- 青春アドベンチャー「天下城」（2018年、NHK-FM1）[30]
- 青春アドベンチャー「カムパネルラ」（2019年、NHK-FM）[31]
- 青春アドベンチャー「ヨコハマ・ジャスミンホテル」（2021年、NHK-FM）[32]
- FMシアター「扉を開ければそこは」（2023年、NHK-FM）[33]
- 青春アドベンチャー「月の立つ林で」（2024年7月22日 - 8月2日、NHK-FM）[34]

### CM
- MetaMoJi
  - 「eYACHO」（2022年6月）[35]
  - 「MetaMoji ClassRoom」（2024年5月）[36]
- Amazon Music ポッドキャスト「通勤時間は、耳活しよう」（2023年6月）

### イベント
- THE GAME〜Boy´s Film Show〜（2010年8月2日 - 4日、五反田・ゆうぽうとホール / 8月13日 - 15日、大阪メルパルクホール）
- テニミュ サポーターズクラブ プレミアム パーティー vol.0（2010年11月3日、JCBホール）
- テニミュ サポーターズクラブ プレミアム パーティー vol.1（2011年3月5日、品川プリンスホテルステラボール）
- Amuse presents SUPER ハンサム LIVE 2011（2011年12月26日 - 28日、パシフィコ横浜 国立大ホール）
- Amuse presents SUPER ハンサム LIVE 2012（2012年12月26日 - 28日、パシフィコ横浜 国立大ホール）
- なうメン△1周年記念イベント（2013年3月31日、ベルサール渋谷ファースト HALL A） - 第2部ゲスト[37][38]
- Amuse presents SUPER ハンサム LIVE 2013（2013年12月26日 - 27日、舞浜アンフィシアター）
- Prestage Party in PONGI（2014年2月17日、アミューズ・ミュージカルシアター）
- Amuse presents SUPER ハンサム LIVE 2014（2014年12月26日 - 28日、パシフィコ横浜 国立大ホール）
- Prestage Party at PIT〜てんやわんやの大感謝祭〜（2015年11月3日、豊洲PIT）

### DVD
- もっとあなたの知らない世界 〜恐怖編〜（2011年6月29日発売） - 大久保竜一 役